# Österreichische Kriegsgräberstätte Ritzebüttel

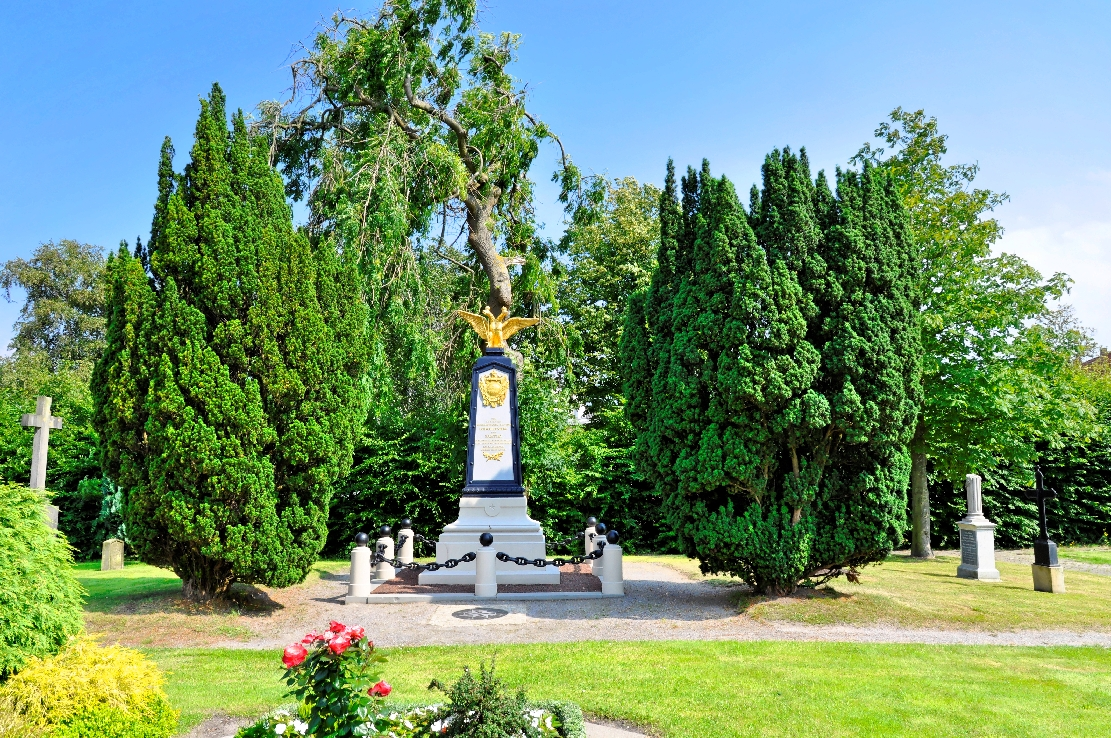
Das Denkmal

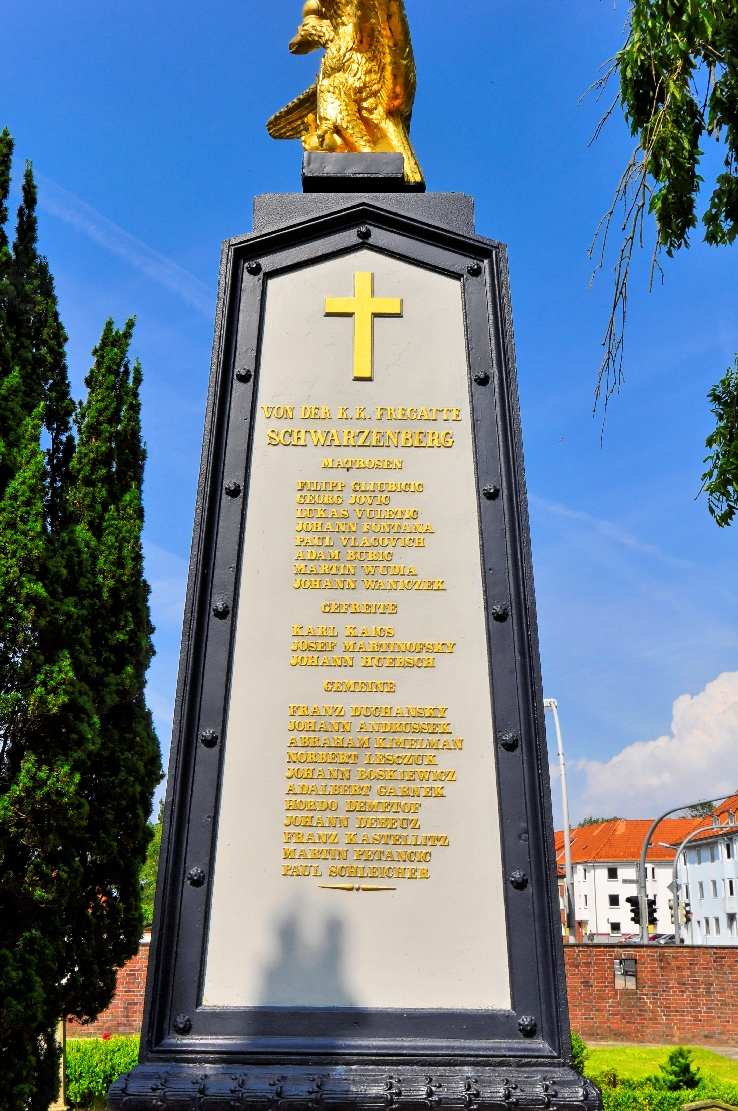
Inschrift

Die Österreichische Kriegsgräberstätte Ritzebüttel befindet sich auf dem Friedhof der Martins-Kirchengemeinde im Stadtteil Ritzebüttel von Cuxhaven in Deutschland. Hier ruhen 51 Tote der österreichischen k.k. Marine, die 1864 beim Seegefecht vor Helgoland starben.

## Seegefecht vor Helgoland
Das Seegefecht südlich vor Helgoland 1864 führte zu Toten und Verwundeten auf den österreichischen Fregatten Schwarzenberg und Radetzky. Die Fregatte Schwarzenberg wurde in Brand geschossen.

## Kriegsgräber
Das Areal am Friedhof wurde von Kaiser Franz Josef erworben, die 51 Toten des Seegefechts beigesetzt und in der Mitte des Friedhofs ein Denkmal errichtet. Die Toten sind namentlich auf dem Denkmal aufgeführt. Das Denkmal ist ein vier Meter hoher Obelisk. Auf der Spitze ist ein vergoldeter Doppeladler angebracht. Eingerahmt ist das Denkmal mit Ankerketten der Schwarzenberg, die zwischen runden Steinpfeilern, die Kanonenkugeln tragen, gespannt sind.

## Gedenken
Das Gräberfeld wird von Angehörigen österreichischer Marinekameradschaften und Vertretern der Republik Österreich, des Österreichischen Schwarzen Kreuzes sowie der Stadt Cuxhaven besucht. Das Österreichische Schwarze Kreuz, die Kirchengemeinde der Martinskirche in Cuxhaven-Ritzebüttel, die Marine-Kameradschaften Admiral Tegetthoff in Graz und Admiral Ruge in Cuxhaven betreuen die Kriegsgräberstätte.

## Weitere Gedenkstätten

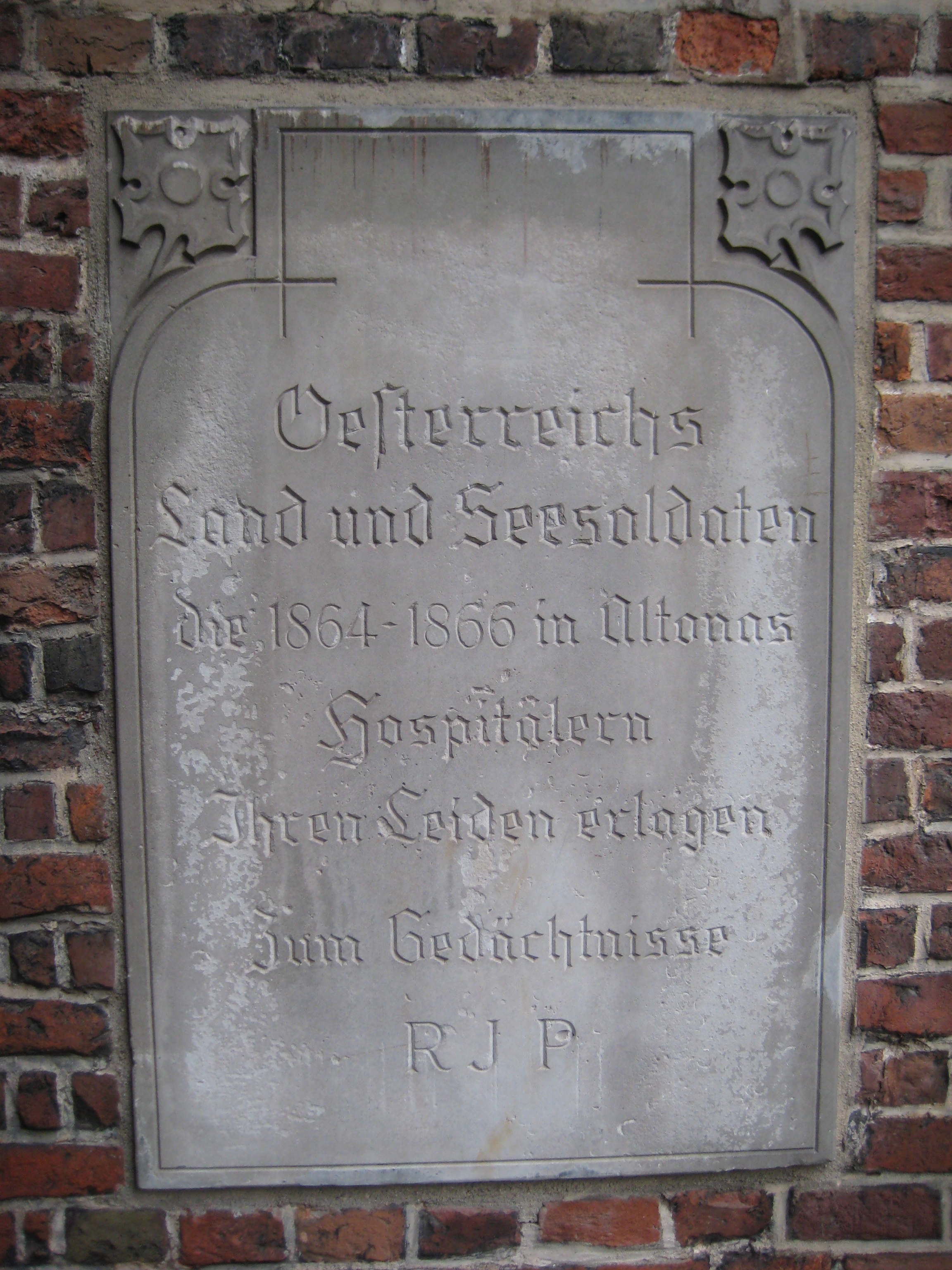
St.-Joseph-Kirche (St. Pauli), Gedenktafel Österreichs Land und Seesoldaten 1864–1866

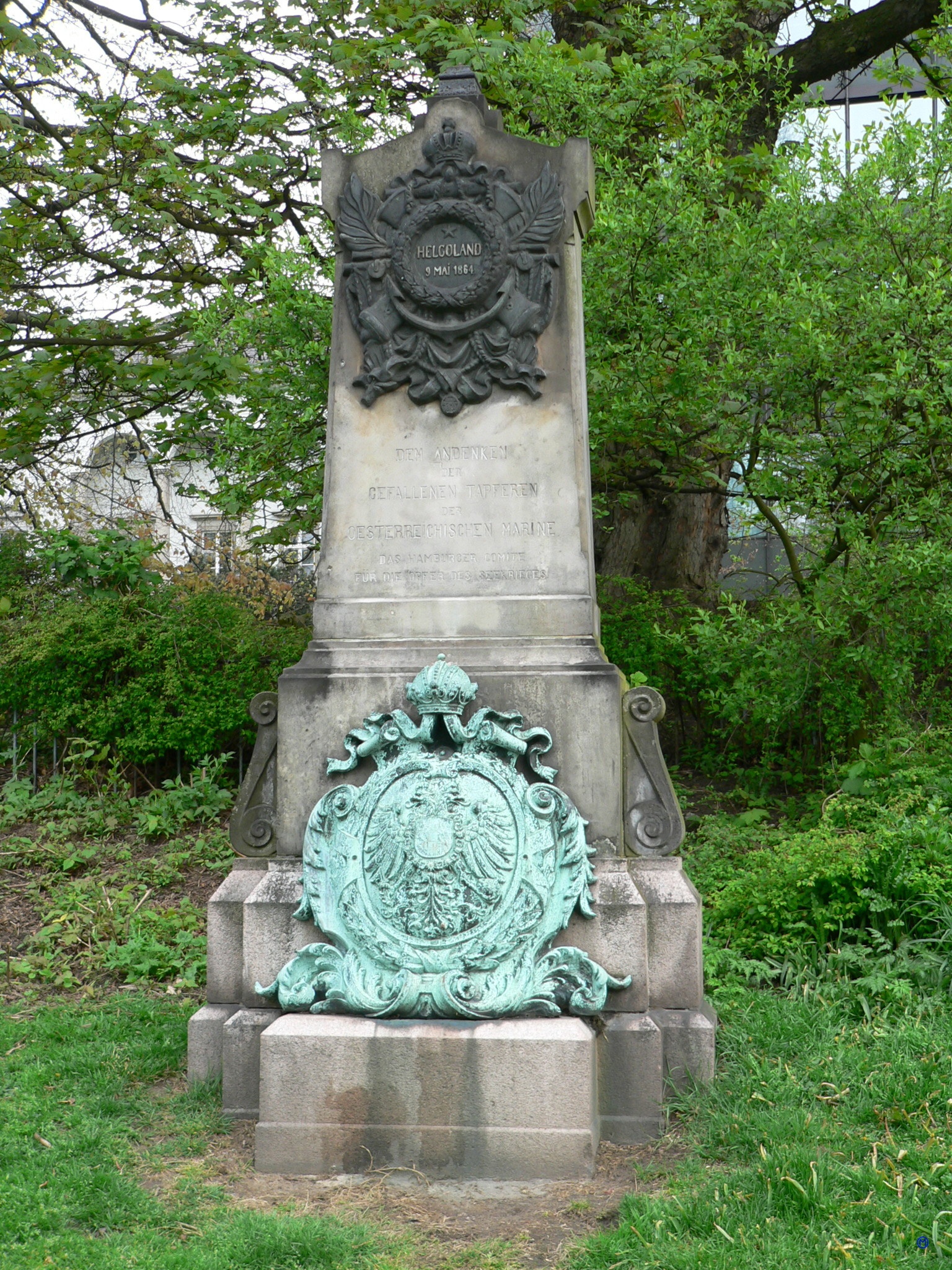
Denkmal in Hamburg, unterhalb Palmaille 45, für die Gefallenen des Seegefechts von Helgoland 1864

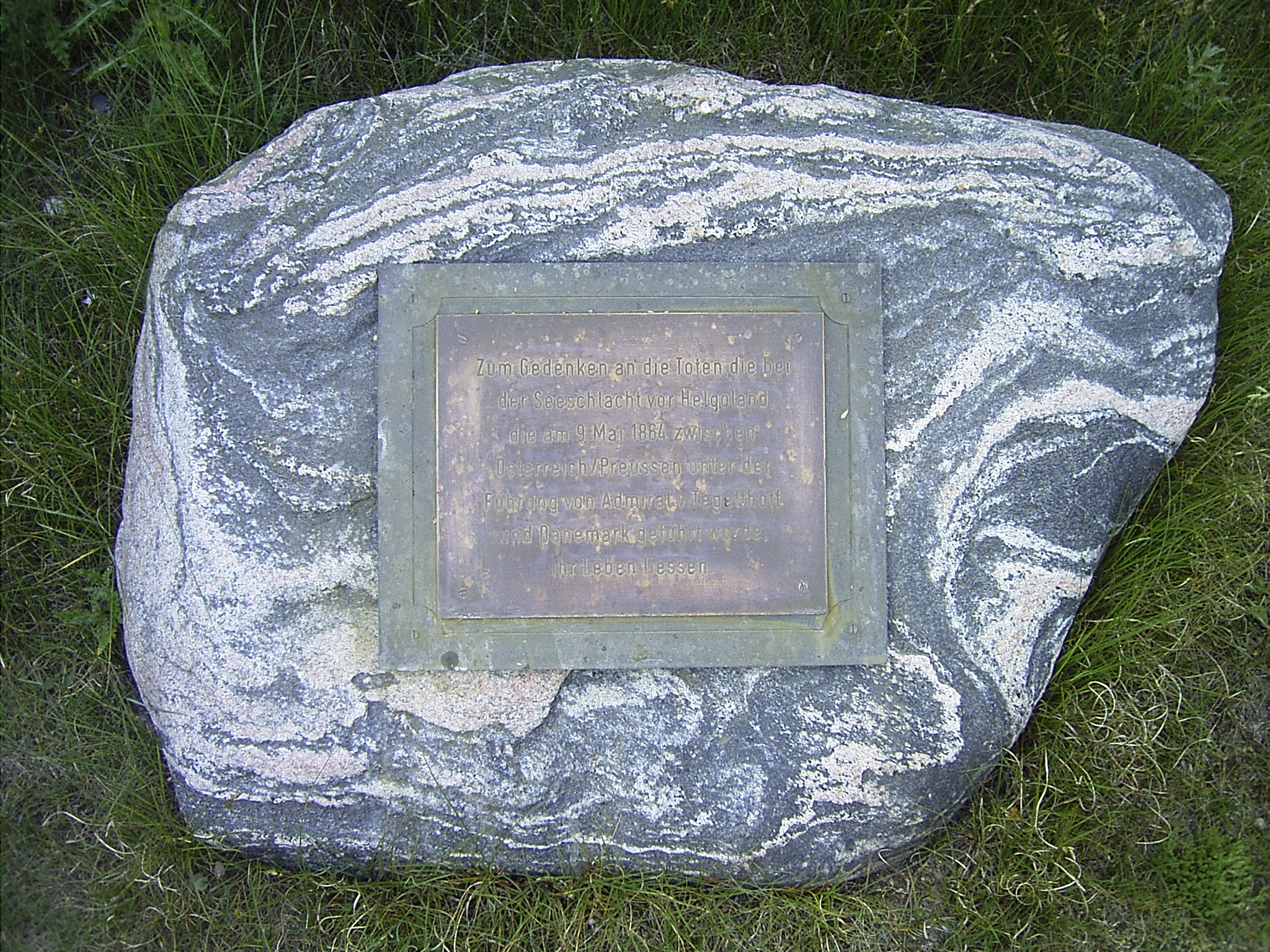
Helgoland, Düne, Friedhof der Namenlosen: Erinnerung an die Toten des Seegefechts von Helgoland 1864

Die Verwundeten der Seeschlacht wurden nach Altona gebracht. Bei der katholischen St. Joseph in Hamburg erinnert eine Gedenkplatte an die in den Hamburger Hospitälern verstorbenen österreichischen Land- und Seesoldaten, die auf dem Begräbnisplatz der Kirche beerdigt wurden. Zur Erinnerung an sie wurde nach einem Entwurf von Martin Haller und W. P. Behrmann ein Denkmal errichtet. Dieses wurde 1896/97 durch eine Ornamentkartusche am oberen Ende und eine Wappenkartusche am unteren Ende ergänzt. Es wurde 1958 an den Elbhang oberhalb der Großen Elbstraße in der Grünanlage des Elbuferwanderweges unterhalb des Hauses Palmaille 45 umgesetzt.
Eine Erinnerungstafel auf Helgoland (auf dem Friedhof der Namenlosen auf der Düne) erinnert ebenfalls an die Toten dieses Seegefechts.